# Jeune Résistance (guerre d'Algérie)
Ne pas confondre avec le mouvement de jeunesse homonyme de Nouvelle résistance.
Jeune Résistance est la première organisation opposée à la guerre d'Algérie qui regroupe des insoumis et des déserteurs français, anticolonialistes, la plupart communistes (souvent oppositionnels au parti) ou d'extrême gauche et des militants qui les soutiennent. En lien avec les « porteurs de valises » du Réseau Jeanson, certains d'entre eux s'engagent dans l'aide au Front de libération nationale (FLN).

## Création
À partir de l’été 1956, quelques jeunes appelés ou rappelés insoumis ou déserteurs, opposés à la guerre d'Algérie, commencent à se regrouper en Suisse. Sur suggestion du militant communiste Henri Curiel, ils fondent, à Yverdon, à l’automne 1958, l'organisation Jeune Résistance qui sera vraiment « officielle » en mai 1959.
Les déserteurs Jean-Louis Hurst, Gérard Meïer et Louis Orhant et l’abbé Robert Davezies sont les premiers militants.
Dans sa thèse soutenue en 2007, Une guerre sans « non » ? Insoumissions, refus d’obéissance et désertions de soldats français pendant la guerre d’Algérie (1954-1962), Tramor Quemeneur estime que près de 15 000 jeunes Français ont été insoumis, déserteurs ou objecteurs de conscience pendant la guerre d’Algérie. Une trentaine auraient appartenu au réseau de Jeune Résistance. Le retentissement du refus de ces réfractaires est cependant important dans la réflexion de bien des jeunes appelés. Selon Alain Krivine qui était l'un des militants, il y aurait eu jusqu'à neuf cents membres du mouvement pour soutenir les réfractaires et s'opposer à la guerre.

## Prise de position de l'abbé Davezies
Dans une Lettre de l’aumônier en chef Louis à un jeune catholique des Forces françaises en Allemagne qui sera bientôt en Algérie, on lit : « Si tu dois combattre, sois discipliné, ardent, courageux. […] La Nation t'envoie en Algérie pour le rétablissement de l'ordre politique et de l'ordre économique […] Ton devoir de soldat […] accomplis le de ton mieux […] c'est la volonté de Dieu sur toi et sur tes camarades. » Robert Davezies réplique : « L'ordre c'est que chaque peuple soit libre de disposer de lui-même. [...] Il faut que tu saches bien que tous les prêtres de l'Église catholique ne partagent pas, quant au jugement qu'ils portent sur la guerre d'Algérie, le point de vue de ton aumônier général. […] Je souhaite que tu rentres chez toi grandi parce que tu auras reconnu l'injustice et que, comme Le Meur, et tant d'autres tu t’y seras opposé. »

## Filière d'expatriation des réfractaires
Jeune Résistance crée une filière d'expatriation des réfractaires en Suisse, en Italie, en Allemagne de l'Ouest, et même au Canada.
En février 1960, le musicien Diego Masson tente de faire franchir la frontière suisse à un déserteur, Jean Crespi ; ils sont arrêtés. Les autorités révèlent l'existence de cette filière d’hébergement et d'évasion et en surestiment l'importance,. L'abbé Christian Corre et l'étudiant Hubert Corty, membres de la filière, rejoignent Diego Masson à la prison de Thonon-les-Bains pour être déféré devant un tribunal militaire,. Hubert Corty est remis en liberté. En juillet 1960, les juges militaires de Lyon condamnent Diego Masson à deux ans de prison et Christien Corre, prêtre de la Mission de France, ancien résistant et aumônier militaire, à un an de prison pour avoir indiqué à des tiers la filière de désertion. Au cours du procès, l'abbé Corre déclare que la théologie morale ne semble pas s'opposer à la désertion et que le curé d'Ars a déserté. Il pense que les devoirs d'un chrétien peuvent n'être pas toujours compatibles avec les devoirs d'un Français. Des personnalités internationales dont Danilo Dolci, Karl Barth, le pasteur Martin Niemöller et Lord Bertrand Russell lancent un appel au président de Gaulle en faveur des condamnés. Christian Corre est incarcéré en février 1961 à la prison Saint-Paul de Lyon où le rejoint Robert Davezies. Il donne des cours aux détenus algériens et participe pendant vingt et un jours à leur grève de la faim pour obtenir le statut de prisonniers politiques. Très affaibli, il est libéré à la fin du mois de novembre 1961. La Mission de France est d'une bienveillance prudente pour ses membres qui, comme Christien Corre et Robert Davezies, sont solidaires des militants algériens engagés pour l'indépendance de leur pays mais elle redoute que leur politisation n'engage l'institution. Le cardinal Liénart, prélat de la Mission, considère qu'il faut répondre aux devoirs militaires tout en refusant les ordres qui heurteraient la conscience chrétienne. Il maintiendra cette position à propos du statut des objecteurs de conscience.
Jean Crespi est condamné en septembre 1960 par le tribunal militaire de Lyon à un an d'emprisonnement pour désertion.

## Manifeste
Jeune Résistance édite plusieurs publications dont Documents Jeune Résistance, où s'expriment individuellement des membres de plusieurs tendances (marxiste, anarchiste, chrétien, non-violent), et un périodique Jeune Résistance.
Jeune Résistance publie un manifeste où le mouvement affirme que les Français prennent peu à peu conscience que cette guerre est pour eux politiquement injustifiée, humainement atroce et que ses conséquences sont désastreuses. Il énumère trois types d'appelés qui s'opposent à la guerre d'Algérie : ceux qui partent en Algérie pour militer sur place, ceux qui, comme Jean Le Meur ou les Soldats du refus, ont choisi l’emprisonnement volontaire et enfin les insoumis et déserteurs qui sont passés à l’étranger. La plupart d’entre eux, précise-t-il, ne sont pas « objecteurs de conscience » (c’est-à-dire opposés à la guerre en général) mais refusent la guerre d’Algérie en tant que guerre coloniale. Jeune Résistance décrit ses moyens notamment pour diffuser l'information sur la guerre et la résistance des jeunes Français et faciliter l’accueil, le travail et l’action politique des exilés. Il termine par des directives aux différentes catégories d'opposants à la guerre et à leurs soutiens.

## Jeune Résistance s'explique
Dans une plaquette titrée Jeune Résistance s'explique, le mouvement déclare : « Seule une action révolutionnaire à partir de notre Refus, nous sans qui la guerre ne peut être faite, aura la force d'entraîner la négociation en Algérie. Par là doit passer l'unité de la gauche, le coup d'arrêt à la progression fasciste et la sauvegarde de l'amitié entre le peuple algérien et le peuple français. » En avril 1960, le déserteur Maurienne (pseudonyme de Jean-Louis Hurst) et l'insoumis Maurice Maschino publient respectivement les livres Le Déserteur et Le refus, tous deux immédiatement saisis. Pendant son procès pour incitation de militaires à la désobéissance dans le livre Le Déserteur de Maurienne, le domicile de Jérôme Lindon et la maison d'édition qu'il dirige, les Éditions de Minuit, sont victimes d'attentats de l'Organisation de l'armée secrète (OAS),.

## Congrès en août 1960
En août 1960, dix-neuf militants de Jeune Résistance tiennent un congrès « quelque part en Europe » avec des observateurs de plusieurs pays.
Le numéro 173-174 du mensuel Les Temps Modernes, sous-titré pour l'occasion « Numéro spécial après saisie », est amputé de 82 pages relatives à la guerre d'Algérie, notamment du Manifeste des 121 et d'un article « Le premier congrès de « Jeune Résistance » ». La revue belge Coexistence, dirigée par le militant antimilitariste Jean Van Lierde et qui avait déjà publié le Manifeste des 121, réédite tous les autres articles censurés : « Qu'est-ce que « Jeune Résistance » ? À l'origine, un geste simple mais décisif. Radical. Un refus qui est une rupture avec l'ordre établi, les lois, la société, qui les expose à l'incompréhension et à l'insulte. Appelés à combattre en Algérie, ils ont répondu : Non. » « Ces actes individuels sont « les sous-produits tardifs de ce qui aurait pu, aurait dû être un grand mouvement de masse, une bataille au grand jour contre l'envoi du contingent en Algérie. »
Le journal clandestin Vérités pour, sous-titré Centrale d'information et d'action sur le fascisme et la guerre d'Algérie, est proche du Réseau Jeanson. Il donne souvent la parole à Jeune Résistance et publie en septembre 1960 la résolution finale de son congrès ainsi que d'autres articles sur le même thème et le Manifeste des 121.

## Suite et fin du mouvement
Insoumis, André Bernard quitte Jeune Résistance pour désaccords : il est autant antimilitariste et non violent qu’anticolonialiste.
Le Manifeste des 121, titré « Déclaration sur le droit à l’insoumission dans la guerre d’Algérie », est signé par des intellectuels, universitaires et artistes et publié le 6 septembre 1960. Le gouvernement publie plusieurs ordonnances qui aggravent les peines frappant la provocation à l’insoumission, à la désertion et au renvoi de livret militaire, le recel d’insoumis et les entraves aux départs des soldats. Les fonctionnaires apologistes de l’insoumission et de la désertion seront plus sévèrement réprimés,.
Le groupe organise des stages politiques, du 26 septembre au 1er octobre 1960, en Suisse, et du 29 novembre au 3 décembre, en Allemagne de l'Ouest où il doit s'exiler.
Toujours désavoués par la gauche traditionnelle et après des conflits internes, certains membres du mouvement reviennent en France pour agir envers les appelés. Ils renoncent au financement de leur exil par le FLN, espérant être pris en charge par des sympathisants. Le 27 janvier 1961, les membres de la direction de Jeune Résistance sont arrêtés. Ils seront acquittés à l'automne, faute de preuve. En juin 1961, la brigade de surveillance du territoire arrête six personnes, dont Robert Bonnaud, membres de l'organisation clandestine, en rapport avec le Réseau Jeanson. Louis Orhant est condamné à deux ans de prison pour désertion le 18 août 1961. Le mouvement décline mais de nouveaux réfractaires à la guerre finissante se réclament de Jeune Résistance alors en pleine désorganisation.
Jean-Louis Hurst est toujours libre. Il n'était pas objecteur de conscience mais « déserteur engagé » contre la guerre coloniale. Cette dernière finie, il se présente dans une caserne le 25 octobre 1962. Après quelques mois de prison, il finit son temps de service.
Après la guerre, Laurent Schwartz déplore que la loi d'amnistie ait notamment « oublié » les insoumis et les déserteurs toujours emprisonnés ou exilés : « Les tortionnaires, qui ont commis d'abominables crimes de guerre condamnés par la loi nationale et internationale, sont entièrement blanchis ; et des jeunes qui ont refusé la torture, qui l'ont dénoncée, qui ont refusé de servir dans une guerre inhumaine et injuste, alors que tant d'autres hommes ont été lâches, restent sanctionnés. »

## Position du Parti communiste français
Depuis le début du conflit en Algérie, le Parti communiste français soutient que la participation de ses militants au contingent de cette guerre coloniale est un gage de fonctionnement plus démocratique de l’armée. En septembre 1960, L'Humanité cite Maurice Thorez, secrétaire général du parti, qui, le 31 mai 1959, rappelait les principes définis par Lénine : « Le soldat communiste part à toute guerre, même à une guerre réactionnaire pour y poursuivre la lutte contre la guerre. Il travaille là où il est placé. S'il en était autrement, nous aurions une situation telle que nous prendrions position sur des bases purement morales, d'après le caractère de l'action menée par l'armée au détriment de la liaison avec les masses. » L'Humanité ajoute : « Cependant - est-il besoin de le dire ? - les communistes sont pour la libération, l'acquittement ou le non-lieu des hommes et des femmes emprisonnés, traduits devant les tribunaux ou inculpés pour avoir, à leur façon, pris part à la lutte pour la paix. »
Pour sa désertion, Louis Orhant est exclu de sa cellule communiste sur proposition de son père qui le dénonce aussi aux gendarmes à son retour en France.
Isabelle Vichniac, correspondante du journal Le Monde en Suisse et membre du Réseau Jeanson, raconte :

« L'attitude du PCF était incompréhensible. Il ne faisait rien. Des gens du Parti communiste, très haut placés, sont venus me voir pour me dire qu'il ne fallait pas que j'héberge des déserteurs ! Vous vous rendez compte : des communistes français qui font le voyage de Genève pour me dire ça ! Je les ai engueulés ! »

— Jacques Charby, Les porteurs d'espoir : les réseaux de soutien au FLN pendant la guerre d'Algérie : les acteurs parlent, Paris, Éditions La Découverte, 2004, 300 p. (ISBN 2-7071-4161-5 et 978-2-7071-4161-3, OCLC 56967241), p. 285

Après le cessez-le-feu, le comité central du Parti communiste français dénonce « la nocivité des attitudes gauchistes de certains groupements » qui « se sont refusés à tout travail de masse au sein du contingent et ont préconisé l'insoumission et la désertion. » Jeune Résistance avait répondu à cette critique dès 1960 : 

« Ceux qui nous reprochent aujourd'hui de n'être pas en prise sur les masses sont ceux-là mêmes qui, ayant officiellement prises sur elles, n'ont rien fait depuis des années pour les réveiller et qui s'efforcent depuis des mois de minimiser et freiner le mouvement dont elles sont enfin parcourues. »

— « La seule politique possible », Jeune Résistance - Vérités pour, no 1, décembre 1960, p. 7

## Quelques slogans
Quelques slogans sur des papillons autocollants signés Jeune Résistance :
- Les colonels vivent de la guerre d'Algérie, toi, jeune, tu en meurs !
- Jeune Résistance. Organisation de lutte concrète de la jeunesse contre la guerre d'Algérie et le fascisme.
- Jeunes ! Si vous la refusez, la guerre d'Algérie s'arrêtera.
- Jeune, as-tu voulu la guerre d'Algérie ? Alors pourquoi la fais-tu ?

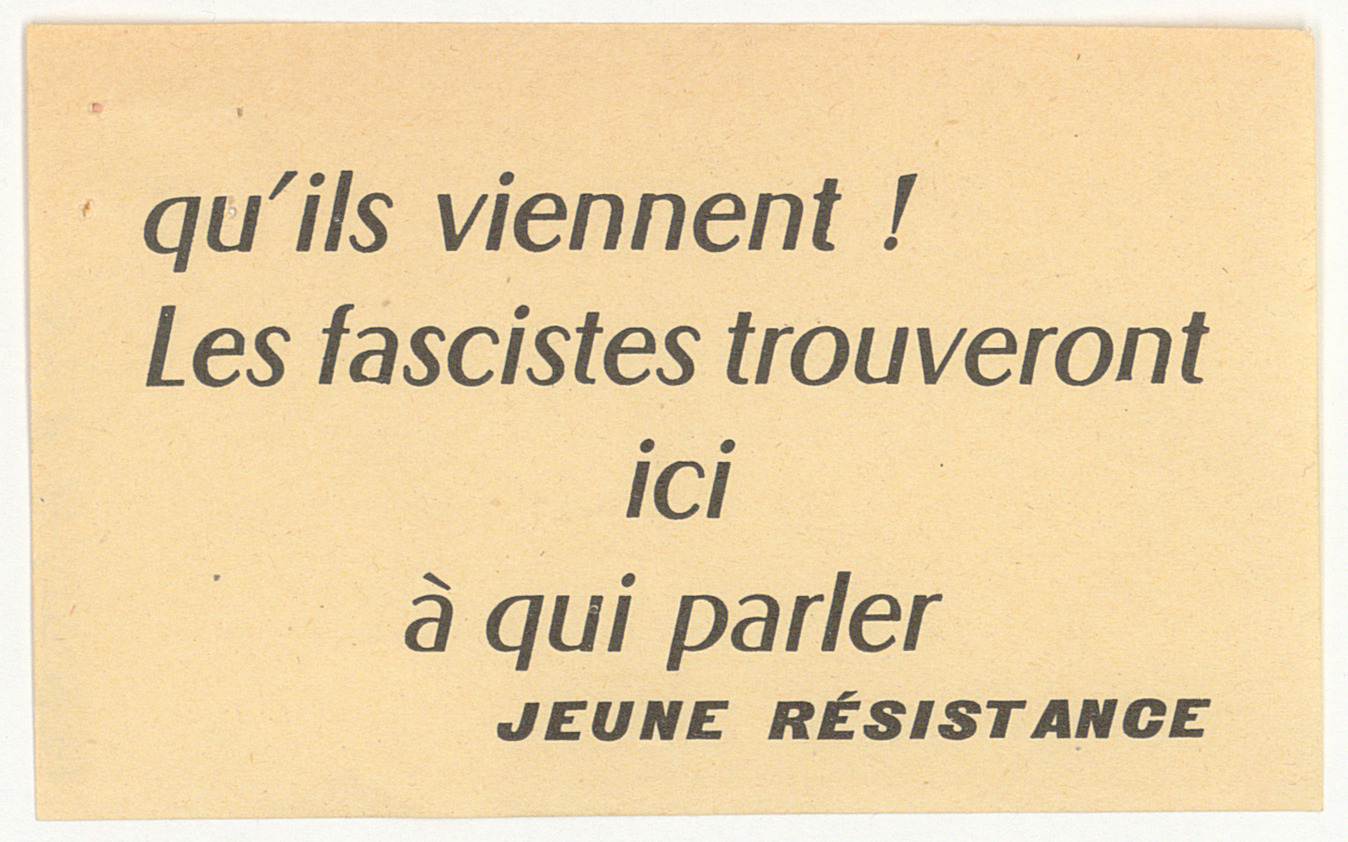
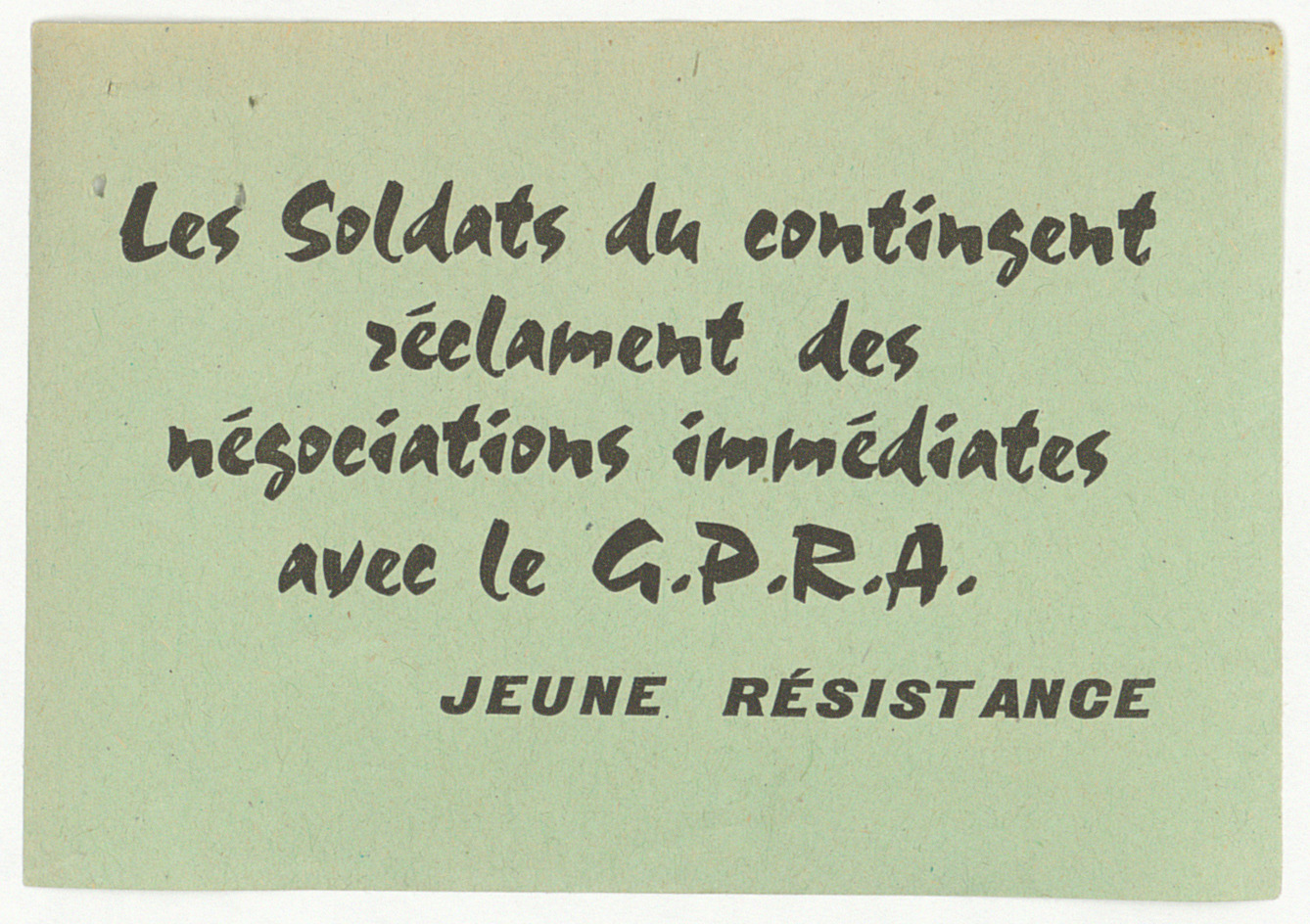
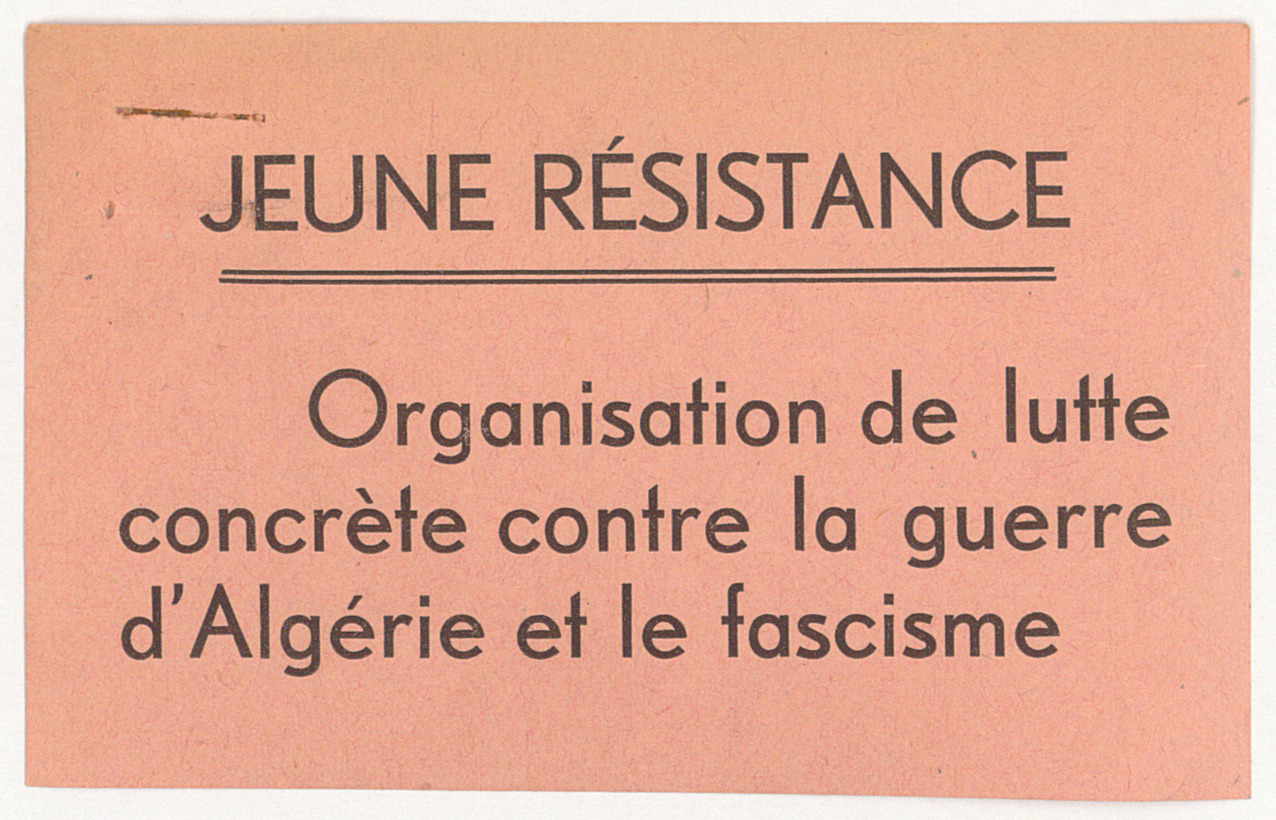
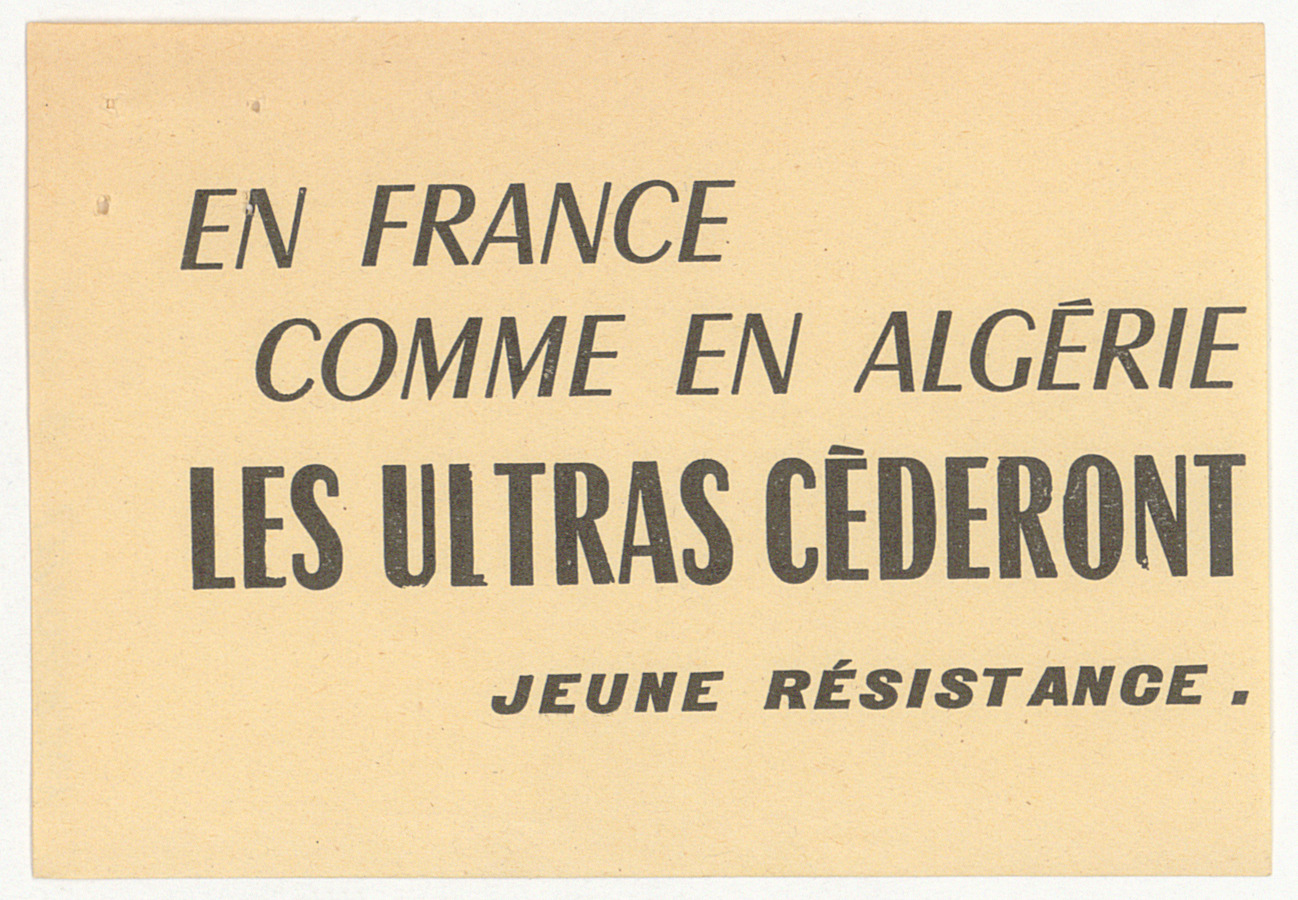

## Filmographie
- Monsieur le Président, je vous fais une lettre, réalisé par Alain Taieb, écrit par Alain Taieb et Virginie Adoutte, diffusé sur ARTE en 2000, 52 min.
- Choisir à vingt ans, Villi Hermann[52], 2017